# Kamilo Gata
Kamilo Gata, né le 12 décembre 1949 à Futuna (Wallis-et-Futuna) et mort le 16 novembre 2004 à Crows Nest (Australie), est un homme politique français, député de Wallis-et-Futuna de 1989 à 1997. Avocat, il quitte le RPR local pour fonder son propre parti (Union pour Wallis et Futuna), apparenté à gauche, et remporte l'élection législative de 1989 face à Benjamin Brial. Durant toute sa carrière politique, son parti l'UPWF n'obtient jamais la majorité aux élections territoriales. Réélu en 1993, Kamilo Gata effectue un second mandat de député. Il est battu à l'élection législative de 1997 ainsi qu'à l'élection sénatoriale de 1998. Il devient conseiller social et économique de Wallis-et-Futuna en 1999.

## Biographie

### Formation
Kamilo Gata naît à Futuna le 12 décembre 1949. Après des études à l'école primaire de Malaetoli puis au collège de Lano à Wallis, il part en Nouvelle-Calédonie au séminaire de Saint-Léon de Paita. Il poursuit ses études supérieures en France métropolitaine : il obtient une maîtrise de droit privé en 1974 à la faculté de droit de Lyon et devient avocat. Il entre au Bureau de l'administration générale et des élections de Wallis en 1977. En 1982, il part à Clermont-Ferrand se former à l'école des impôts et obtient le grade d'inspecteur des impôts.

### Carrière politique
Kamilo Gata devient conseiller technique du Rassemblement pour la République (RPR) à Wallis-et-Futuna. Néanmoins, « déçu par l'immobilisme de son parti d'origine » et en opposition avec le député Benjamin Brial, en poste depuis 1967, il se présente à l'élection égislative de 1988 pour être député de la circonscription de Wallis-et-Futuna. En raison de la dispersion des voix de l'opposition, c'est finalement Benjamin Brial qui est élu. Néanmoins, l'élection est annulée par le Conseil constitutionnel le 23 novembre 1988. Une élection législative partielle est tenue au début de l'année suivante et Kamilo Gata la remporte sous l'étiquette du Mouvement des radicaux de gauche. Jeune candidat (30 ans), Gata reçoit l'appui de Michel Hoatau et Gaston Lutui, des deux rois de Futuna ainsi que les votes des jeunes générations, désireuses de changement. En raison de ses liens avec la gauche, la communauté wallisienne et futunienne de Nouvelle-Calédonie le soutien également. Pour David Chappell, Kamilo Gata a réussi à réduire l'écart entre Wallis, plus peuplée et développée, et Futuna, davantage isolée.
Kamilo Gata décide de se représenter aux législatives de 1993 et est réélu face à Clovis Logologofolau du RPR avec 52,4 % des voix. Aux élections territoriales de 1994, sa coalition, l'Union Populaire pour Wallis et Futuna (UPWF) remporte sept sièges sur 20, tandis que le RPR garde la majorité. L'UPWF se détache du MRG pour se rapprocher du Parti Socialiste. Cependant, trois ans plus tard, le 16 mars 1997, de nouvelles élections territoriales ont lieu à la suite d'un blocage sur le budget. Elles sont remportées par le RPR (14 sièges) et Victor Brial (neveu de Benjamin Brial) devient président de l'assemblée territoriale : c'est un recul pour le parti de Kamilo Gata. Néanmoins, l'élection territoriale est partiellement annulée en raison d'irrégularités.
Kamilo Gata est candidat à un 3e mandat lors des législatives de mai-juin 1997 ; il arrive en deuxième position au 1er tour avec 37,85 % derrière Victor Brial, qui recueille 42,79 %. Gata est battu au second tour avec 48,66 % contre 51,34 % pour son adversaire. L'année suivante, une nouvelle élection territoriale partielle a lieu et le RPR n'a plus que 11 sièges à la nouvelle élection et l'UPWF en obtient six. En septembre 1998, Kamilo Gata se présente à l'élection sénatoriale, mais est battu par Robert Laufoaulu, candidat présenté par Victor Brial.
Kamilo Gata est en 77e position sur la liste PS menée par François Hollande lors des européennes de 1999.
En 1999, il est nommé conseiller social et économique pour Wallis et Futuna.
Le 16 novembre 2004, il décède d'une longue maladie à l'âge de 55 ans, peu après le décès de Benjamin Brial la même année.

### Vie privée
Kamilo Gata se marie avec Kalala Gata-Kilifekai, elle aussi femme politique.

## Détail des fonctions et des mandats
Mandats parlementaires
- 15 janvier 1989 - 1er avril 1993 : Député de la 1re circonscription de Wallis-et-Futuna
- 28 mars 1993 - 21 avril 1997 : Député de la 1re circonscription de Wallis-et-Futuna